# NGC 6356
NGC 6356 је збијено звездано јато у сазвежђу Змијоноша које се налази на NGC листи објеката дубоког неба.
Деклинација објекта је - 17° 48' 45" а ректасцензија 17h 23m 35,0s. Привидна величина (магнитуда) објекта NGC 6356 износи 8,2. NGC 6356 је још познат и под ознакама GCL 62, ESO 588-SC1.